# Itsuki Someno
Itsuki Someno (染野 唯月 Someno Itsuki?), född 12 september 2001 i Ibaraki prefektur, är en japansk fotbollsspelare.
Someno började sin karriär 2020 i Kashima Antlers.